# تابيو هاماليانين
تابيو هاماليانين (بالفنلندية: Tapio Hämäläinen)‏ هو ممثل فنلندي، ولد في 18 يونيو 1922 في فنلندا، وتوفي بنفس المكان في 28 يناير 2008.

## وصلات خارجية
- تابيو هاماليانين على موقع IMDb (الإنجليزية)
- تابيو هاماليانين على موقع قاعدة بيانات الفيلم (الإنجليزية)